# 500 miles d'Indianapolis 1950
GP précédent GP suivant
Les 500 miles d'Indianapolis 1950 (XXXIVth Indianapolis Motor Sweepstakes), disputés le 30 mai 1950 sur l'Indianapolis Motor Speedway sont la troisième épreuve du championnat du monde de Formule 1 courue depuis 1950. Il s'agit de la première édition des 500 miles d'Indianapolis comptant pour le championnat du monde de Formule 1, et 
L'épreuve comptait également pour le championnat national américain (AAA).

## Contexte avant la course

### Le championnat du monde
Lorsqu'en 1949 les membres de la FIA posèrent les bases du championnat du monde des conducteurs, ils s'accordèrent pour que les principaux Grands Prix de Formule 1 soient retenus pour l'attribution du titre. Toutefois, à la suite de la requête de l'AAA, la course des 500 miles d'Indianapolis fut ajoutée à la liste des grandes épreuves sélectives. Bien que disputée sous l'ancienne formule internationale établie en 1938 (moteurs atmosphériques de 4 500 cm3 ou suralimentés de 3 000 cm3), c'est la troisième manche du championnat du monde 1950; mais c'est surtout la course la plus prestigieuse du championnat national américain. Peuvent être également admises les monoplaces à moteur Diesel (cylindrée maximale de 6 600 cm3). En pratique, seuls les spécialistes américains ont une chance de se qualifier pour cette épreuve particulière. Giuseppe Farina (en tête du championnat mondial à égalité de points avec Juan Manuel Fangio) fait néanmoins partie des engagés.

### Le circuit

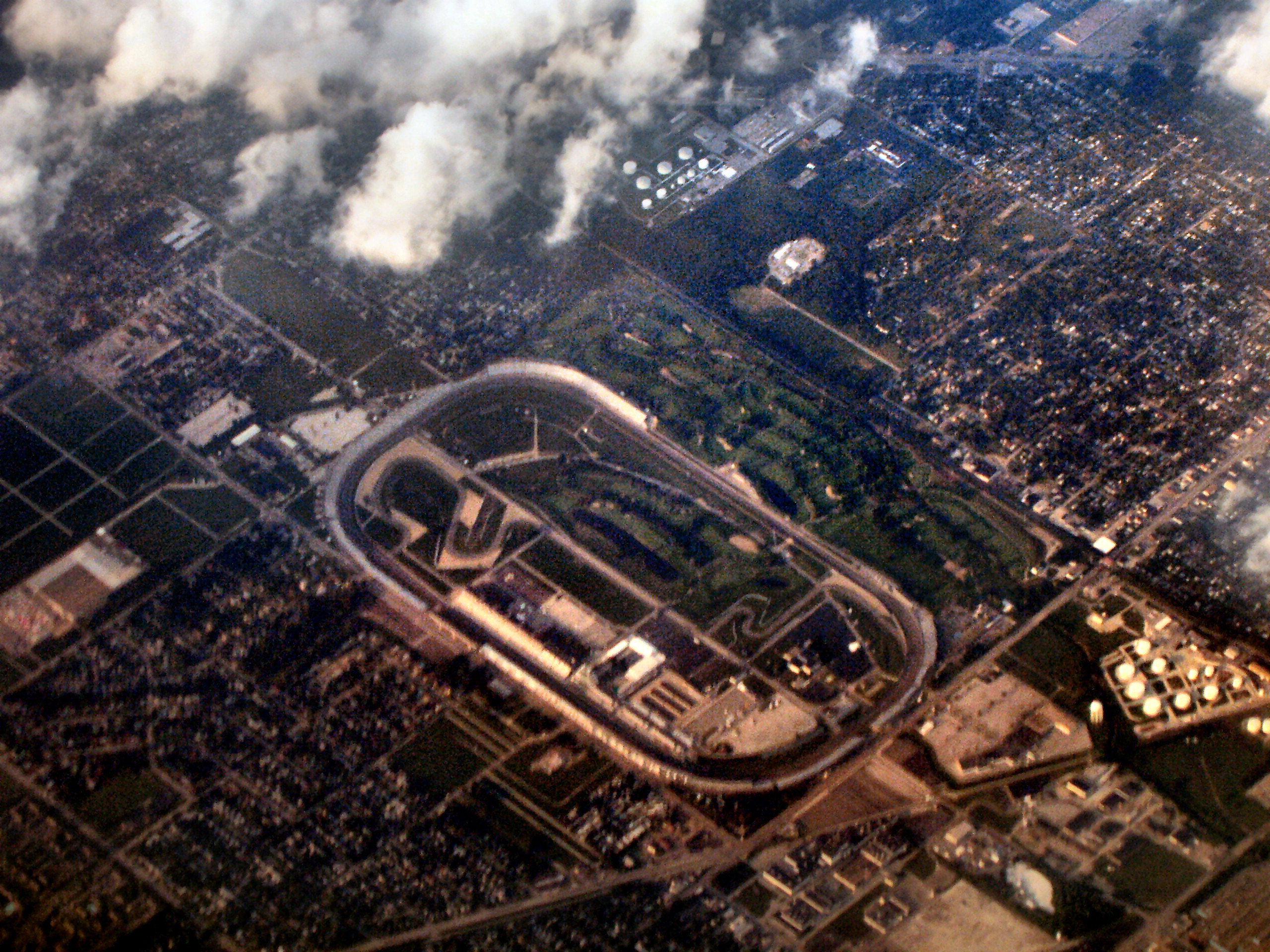
Vue aérienne de la piste.

Le circuit d'Indianapolis (Indiana), inauguré en 1909, était au départ une piste de graviers. Ce premier revêtement fut alors la cause de nombreux accidents graves, et quelques mois plus tard la piste fut pavée de briques rouges. Les 500 miles d'Indianapolis s'y déroulèrent pour la première fois en 1911. Ce circuit rectangulaire comportant quatre virages relevés à rayon constant développe exactement 2,5 milles (en anglais miles), soit 4,023 km. Au milieu des années 1930, certaines parties de la piste furent revêtues de Tarmac, c'est donc sur un circuit alternant briques et goudron que va se dérouler cette course. Le départ est de type lancé, après un tour accompli derrière la voiture de sécurité (une Mercury pour cette édition 1950).

## Monoplaces en lice

### LesSpecial
Presque toutes les monoplaces alignées ici sont spécialement adaptées pour ce circuit, qui ne compte que quatre virages à gauche, tous relevés. Ce sont pour la plupart des voitures américaines, dont la conception s'inspire des monoplaces européennes d'avant-guerre. Une monoplace est dotée d'un moteur diesel Cummins, c'est le seul diesel du plateau. Quelques modèles sont équipés d'un moteur Kraft ou d'un antique moteur Maserati, on trouve également deux monoplaces équipées du moderne 8 cylindres Novi, mais la plupart des concurrents sont motorisés par un bloc Offenhauser de trois litres (versions à compresseur) ou quatre litres et demi (versions atmosphériques). Soixante-six Special (ou Spl.) vont participer aux essais qualificatifs. Le constructeur le plus représenté est Kurtis Kraft (une vingtaine de concurrents), mais on trouve également des Deidt à traction avant (vainqueur de l'édition précédente), des Stevens, des Maserati modifiées, ainsi que de nombreuses marques artisanales.
Ces voitures sont officiellement désignées par le nom du concurrent (suivi de Spl.) plutôt que par celui du constructeur : ainsi la Deidt de Bill Holland, précédent vainqueur, est-elle alignée sous le nom de Blue Crown Spark Plug Spl. Parmi les favoris, on trouve également la Kurtis Kraft 3000 de Johnnie Parsons, second en 1949, et la Deidt de Mauri Rose, vainqueur en 1941, 1947 et 1948.

### Les Maserati «Usine»
Deux Maserati officielles sont engagées pour les pilotes de Formule 1 Giuseppe Farina et Franco Rol. Elles ont toutefois peu de chances de réaliser une performance correcte aux essais, car peu adaptées aux particularités du circuit.

## Coureurs inscrits
| no | Pilote                        | Écurie                             | Monoplace (nom officiel)      | Constructeur  | Châssis                  | Moteur          | Pneumatiques |
| 1  | Johnnie Parsons               | Wynn's Friction / Kurtis Kraft     | Wynn's Friction Proofing Spl. | Kurtis Kraft  | Kurtis Kraft 1000        | Offenhauser L4  | F            |
| 2  | Myron Fohr                    | Bardahl / Carl Marchese            | Bardahl Spl.                  | Carl Marchese | Marchese                 | Offenhauser L4  | F            |
| 3  | Bill Holland                  | Lou Moore                          | Blue Crown Spark Plug Spl.    | Deidt         | Deidt Tuffanelli Derrico | Offenhauser L4  | F            |
| 4  | Walt Brown                    | Charles Pritchard                  | Tuffy's Offy Spl.             | Kurtis Kraft  | Kurtis Kraft 2000        | Offenhauser L4  | F            |
| 5  | George Connor                 | Lou Moore                          | Blue Crown Spark Plug Spl.    | Lesovsky      | Lesovsky                 | Offenhauser L4  | F            |
| 7  | Paul Russo                    | Paul Russo & Ray Nichels           | Russo & Nichels Spl.          | Nichels       | Nichels                  | Offenhauser L4  | F            |
| 8  | Lee Wallard                   | Lou Moore                          | Blue Crown Spark Plug Spl.    | Moore         | Moore                    | Offenhauser L4  | F            |
| 9  | Andy Linden Bud Rose          | Bruce & Louis Bromme               | Bruce & Louis Bromme Spl.     | Bromme        | Bromme                   | Offenhauser L4  | F            |
| 10 | Hal Cole                      | Charles Pritchard                  | Tuffy's Offy Spl.             | Kurtis Kraft  | Kurtis Kraft 2000        | Offenhauser L4  | F            |
| 10 | Bill Vukovich                 | Indianapolis Race Cars             | IRC Spl.                      | Maserati      | Maserati 8CTF            | Maserati L8s    | F            |
| 12 | Henry Banks                   | Indianapolis Race Cars             | IRC Spl.                      | Maserati      | Maserati 8CTF            | Offenhauser L4s | F            |
| 14 | Tony Bettenhausen             | Lou Moore                          | Blue Crown Spark Plug Spl.    | Deidt         | Deidt Tuffanelli Derrico | Offenhauser L4  | F            |
| 15 | Mack Hellings                 | Charles Pritchard                  | Tuffy's Offy Spl.             | Kurtis Kraft  | Kurtis Kraft 2000        | Offenhauser L4  | F            |
| 16 | Ted Duncan                    | Charles Pritchard                  | Tuffy's Offy Spl.             | Kurtis Kraft  | Kurtis Kraft 2000        | Offenhauser L4  | F            |
| 17 | Joie Chitwood                 | Ervin Wolfe                        | Wolfe Spl.                    | Kurtis Kraft  | Kurtis Kraft 2000        | Offenhauser L4  | F            |
| 18 | Duane Carter                  | Murrell Belanger                   | Belanger Spl.                 | Stevens       | Stevens                  | Offenhauser L4s | F            |
| 19 | Kenny Eaton Ralph Pratt       | Lutes Truck Parts                  | Lutes Truck Parts Spl.        | Bardazon      | Bardazon                 | Offenhauser L4  | F            |
| 21 | Spider Webb                   | R.A. Cott                          | Fadely-Anderson Spl.          | Maserati      | Maserati 8CTF            | Offenhauser L4  | F            |
| 22 | Jimmy Davies                  | Pat Clancy                         | Pat Clancy Spl.               | Ewing         | Ewing                    | Offenhauser L4  | F            |
| 23 | Sam Hanks                     | Merz Engineering / Milt Marion     | Merz Engineering Spl.         | Kurtis Kraft  | Kurtis Kraft 2000        | Offenhauser L4  | F            |
| 24 | Bill Cantrell Bayliss Levrett | Richard Palmer                     | Palmer Spl.                   | Adams         | Adams                    | Offenhauser L4  | F            |
| 25 | Johnny Mauro                  | Johnny Mauro                       | Johnny Mauro Spl.             | Alfa Romeo    | Alfa Romeo 8C-308        | Alfa Romeo L8s  | F            |
| 26 | George Fonder                 | Ray Brady                          | Ray Brady Spl.                | Deidt         | Deidt Tuffanelli Derrico | Sparks L6s      | F            |
| 27 | Walt Ader                     | Sampson Manufacturing              | Sampson Spl.                  | Rae           | Rae                      | Offenhauser L4s | F            |
| 28 | Fred Agabashian               | Wynn's Friction / Kurtis Kraft     | Wynn's Friction Proofing Spl. | Kurtis Kraft  | Kurtis Kraft 3000        | Offenhauser L4s | F            |
| 29 | Charles Van Acker             | Redmer                             | Redmer Spl.                   | Stevens       | Stevens                  | Offenhauser L4  | F            |
| 31 | Mauri Rose                    | Howard Keck                        | Howard Keck Spl.              | Deidt         | Deidt Tuffanelli Derrico | Offenhauser L4  | F            |
| 33 | Joel Thorne                   | Thorne Engineering                 | Thorne Spl.                   | Kurtis Kraft  | Kurtis Kraft             | Sparks L6s      | F            |
| 34 | Johnny Fedricks               | Thomas Kupiec                      | Thomas Kupiec Spl.            | Kupiec        | Kupiec                   | Offenhauser L4  | F            |
| 36 | George Lynch                  | Auto Shippers                      | Auto Shippers Spl.            | Snowberger    | Snowberger               | Offenhauser L4  | F            |
| 38 | Duke Nalon                    | Novi Mobil                         | Novi Mobil Spl.               | Kurtis Kraft  | Kurtis Kraft             | Novi V8s        | F            |
| 39 | Danny Kladis                  | Federal Engineering                | Federal Spl.                  | Maserati      | Maserati 8CTF            | Maserati L8s    | F            |
| 41 | Milt Fankhauser               | Karl Hall                          | Karl Hall Spl.                | Stevens       | Stevens                  | Offenhauser L4  | F            |
| 43 | Chet Miller                   | Novi Mobil                         | Novi Mobil Spl.               | Kurtis Kraft  | Kurtis Kraft             | Novi V8s        | F            |
| 44 | Bill Cantrell                 | Bowes Seal Fast Racing             | Bowes Seal Spl.               | Kurtis Kraft  | Kurtis Kraft             | Offenhauser L4  | F            |
| 45 | Dick Rathmann                 | A.J. Watson                        | City of Glendale              | Watson        | Watson Indy Roadster     | Offenhauser L4  | F            |
| 46 | Giuseppe Farina               | Officine Alfieri Maserati          | Maserati                      | Maserati      | Maserati                 | Maserati L8s    | F            |
| 47 | Ralph Pratt                   | Ed Gdula                           | Gdula Spl.                    | Gdula         | Gdula                    | Offenhauser L4  | F            |
| 48 | Franco Rol                    | Officine Alfieri Maserati          | Maserati                      | Maserati      | Maserati                 | Maserati L8s    | F            |
| 49 | Jack McGrath                  | Jack Hinkle                        | Hinkle Spl.                   | Kurtis Kraft  | Kurtis Kraft 3000        | Offenhauser L4  | F            |
| 51 | Mark Light                    | Lee Glessner                       | Lee Glessner Spl.             | Stevens       | Stevens                  | Offenhauser L4  | F            |
| 52 | Dick Fraizer Mark Light       | Meyer & Iddings                    | Meyer & Iddings Spl.          | Meyer         | Meyer                    | Offenhauser L4  | F            |
| 54 | Cecil Green                   | John Zink / M.A. Walker            | John Zink Spl.                | Kurtis Kraft  | Kurtis Kraft 3000        | Offenhauser L4  | F            |
| 55 | Troy Ruttman                  | Bowes Seal Fast Racing             | Bowes Seal Fast Spl.          | Lesovsky      | Lesovsky                 | Offenhauser L4  | F            |
| 58 | Billy DeVore                  | Joe Scopa                          | Joe Scopa Spl.                | Scopa         | Scopa                    | Offenhauser L4  | F            |
| 59 | Pat Flaherty                  | Granatelli-Sabourin / Grancor Auto | Granatelli-Sabourin Spl.      | Kurtis Kraft  | Kurtis Kraft 3000        | Offenhauser L4  | F            |
| 61 | Jimmy Jackson                 | Cummins Diesel                     | Cummins Diesel Spl.           | Kurtis Kraft  | Kurtis Kraft 3000        | Cummins L6s     | F            |
| 62 | Johnny McDowell               | Peter Wales Trucking               | Wales Spl.                    | Kurtis Kraft  | Kurtis Kraft 2000        | Offenhauser L4  | F            |
| 63 | Bob Gregg Joe James           | Esmeralda / Leo Dobry              | Esmeralda Spl.                | Kurtis Kraft  | Kurtis Kraft 2000        | Offenhauser L4  | F            |
| 64 | Bob Sweikert                  | Ray Carter                         | Ray Carter Spl.               | Wetteroth     | Wetteroth                | Offenhauser L4  | F            |
| 65 | Norm Houser Marvin Burke      | Ross Page                          | Ross Page Spl.                | Kurtis Kraft  | Kurtis Kraft             | Duray L4s       | F            |
| 66 | Cliff Griffith                | Tom Sarafoff                       | Tom Sarafoff Spl.             | Miller        | Miller                   | Offenhauser L4  | F            |
| 67 | Bill Schindler                | Automobile Shippers / Louis Rassey | Auto Shippers Spl.            | Snowberger    | Snowberger               | Offenhauser L4  | F            |
| 69 | Duke Dinsmore                 | Verlin Brown                       | Brown Motors Co Spl.          | Kurtis Kraft  | Kurtis Kraft 2000        | Offenhauser L4  | F            |
| 74 | Carl Forberg                  | Jewell                             | Jewell Spl.                   | Miller        | Miller                   | Offenhauser L4  | F            |
| 75 | Gene Hartley                  | Troy Oil / Joe Langley             | Troy Oil Spl.                 | Langley       | Langley                  | Offenhauser L4  | F            |
| 76 | Jim Rathmann                  | Pioneer Auto Repair / John Lorenz  | Pioneer Auto Repair Spl.      | Wetteroth     | Wetteroth                | Offenhauser L4  | F            |
| 77 | Jackie Holmes                 | Norm Olson                         | Norm Olson Spl.               | Olson         | Olson Special            | Offenhauser L4  | F            |
| 78 | Cy Marshall                   | Vulcan Tool                        | Vulcan Tool Spl.              | Ralph Miller  | Ralph Miller             | Ralph Miller L4 | F            |
| 79 | Chuck Leighton                | Cantarano                          | Cantarano Spl.                | Cantarano     | Cantarano                | Wayne L6        | F            |
| 81 | Jerry Hoyt                    | Ludson Morris                      | Morris Spl.                   | Kurtis Kraft  | Kurtis Kraft 2000        | Offenhauser L4  | F            |
| 82 | Joe James                     | Bob Estes                          | Bob Estes Spl.                | Weidel        | Weidel                   | Mercury V8      | F            |
| 83 | Al Miller                     | Trainor Auto Parts                 | Trainor Auto Spl.             | Miller        | Miller                   | Miller L6s      | F            |
| 84 | Mike Burch                    | George Hoster Inc.                 | George Hoster Spl.            | Maserati      | Maserati 8CTF            | Maserati L8s    | F            |
| 85 | Manny Ayulo Jim Rigsby        | Coast Grain.                       | Coast Grain Spl.              | Maserati      | Maserati 8CTF            | Maserati L8s    | F            |
| 87 | Bill Vukovich                 | REC / NJ Rounds                    | REC Spl.                      | Rounds Rocket | Rounds Rocket Special    | Offenhauser L4  | F            |
| 98 | Walt Faulkner                 | Grant Piston Ring / JC Agajanian   | Grant Piston Ring Spl.        | Kurtis Kraft  | Kurtis Kraft 2000        | Offenhauser L4  | F            |
| 99 | Kenny Eaton Emil Andres       | Murrell Belanger                   | Belanger Spl.                 | Kurtis Kraft  | Kurtis Kraft             | Offenhauser L4s | F            |

- Remarque : Un pilote peut être inscrit sur plusieurs voitures. De même, plusieurs pilotes peuvent tenter de qualifier une même voiture. Un numéro de concurrent peut être réattribué à un autre (par exemple le numéro 10, utilisé deux fois au cours des qualifications).

## Qualifications
Les qualifications (trial days) se déroulent les trois week-ends précédant la course. Les pilotes sont chronométrés sur quatre tours lancés consécutifs. Contrairement aux Grands Prix européens, ce sont les vitesses moyennes qui sont communiquées officiellement, et non les temps. La moyenne minimale imposée est de 185 km/h. Seuls les trente-trois premiers qualifiés seront admis pour la course. La première séance a lieu le samedi 13 mai, le même jour que le Grand Prix de Grande Bretagne, et va déterminer les onze premières places (le premier tiers) de la grille de départ.
La piste est sèche pour cette première journée d'essais. C'est un débutant (dans la catégorie), Walt Faulkner, sur Kurtis Kraft, habitué des courses de midget, qui va s'imposer d'entrée, bouclant ses quatre tours qualificatifs à la moyenne de 216,204 km/h avec un temps total de 4 min 27 s 97. Son deuxième tour lancé a été couvert à l'étonnante moyenne de 218,892 km/h, effaçant le précédent record de Ralph Hepsburn de 215,562 km/h en 1946. Pour sa première participation à cette course prestigieuse, Faulkner obtient la pole position, aucun des dix autres qualifiés de cette première journée n'ayant pu approcher cette performance. Le second meilleur temps est établi par Fred Agabashian, également sur Kurtis Kraft, avec une moyenne de 213,708 km/h, la première ligne étant complétée par la Deidt de Mauri Rose.
Aucun pilote ne s'étant qualifié le dimanche 14 mai, c'est le samedi suivant que se poursuivent les essais. C'est à nouveau un débutant, Cecil Green qui sur Kurtis Kraft 3000 va dominer cette séance, avec une moyenne de 213,898 km/h. Ce sera le deuxième temps absolu des trois week-ends d'essais, mais Green ne s'élancera qu'en douzième position, derrière les onze qualifiés de la première session. Seuls quatre pilotes se qualifient ce samedi 20 mai, six autres le lendemain.
Lors du dernier week-end de ces trial days, il reste douze places à pourvoir. Les Maserati officielles de Giuseppe Farina et Franco Rol n'ont pu participer aux séances précédentes, leurs dates coïncidant avec celles des deux premiers Grands Prix du championnat. Les monoplaces européennes se révèlent totalement inadaptées au circuit et abandonnent rapidement tout espoir de qualification. Onze pilotes vont se qualifier le samedi 27 mai, le plus rapide étant Bill Schindler (pilote unijambiste) sur sa Snowberger, à la moyenne de 213,544 km/h, quatrième temps absolu. Pour la dernière session, le lendemain, la piste est humide; huit concurrents renoncent à tenter leur chance. Finalement, la dernière place sur la grille sera pour Johnny McDowell (Kurtis Kraft), qui parvient à tourner à 208,719 km/h de moyenne dans ces conditions.
Notons que parmi les trente-trois voitures qualifiées se trouve la Cummins Diesel Spl., seule monoplace à moteur Diesel du plateau. Pilotée par Jimmy Jackson, elle s'élancera de la dernière ligne.

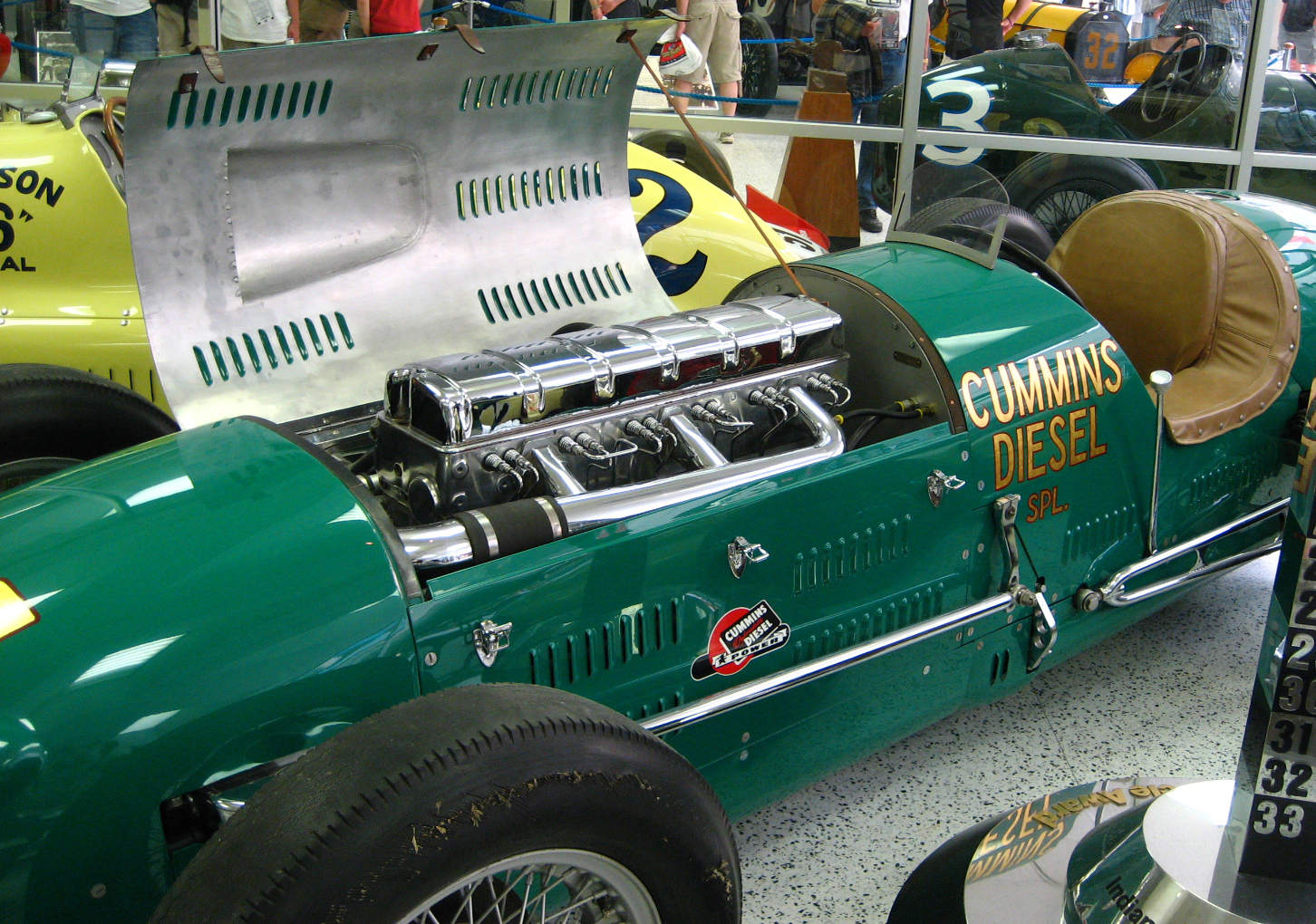
La Cummins Diesel Spl., à moteur Diesel suralimenté.

| Pos. | no | Pilote            | Voiture      | Moyenne      | Temps (4 tours) | Écart    |
| 1    | 98 | Walt Faulkner     | Kurtis Kraft | 216,204 km/h | 4 min 27 s 97   |          |
| 2    | 28 | Fred Agabashian   | Kurtis Kraft | 213,708 km/h | 4 min 31 s 10   | + 3 s 13 |
| 3    | 31 | Mauri Rose        | Deidt        | 212,947 km/h | 4 min 32 s 07   | + 4 s 10 |
| 4    | 5  | George Connor     | Lesovsky     | 212,696 km/h | 4 min 32 s 39   | + 4 s 42 |
| 5    | 1  | Johnnie Parsons   | Kurtis Kraft | 212,665 km/h | 4 min 32 s 43   | + 4 s 46 |
| 6    | 49 | Jack McGrath      | Kurtis Kraft | 212,221 km/h | 4 min 33 s 00   | + 5 s 03 |
| 7    | 69 | Duke Dinsmore     | Kurtis Kraft | 210,930 km/h | 4 min 34 s 67   | + 6 s 70 |
| 8    | 14 | Tony Bettenhausen | Deidt        | 210,739 km/h | 4 min 34 s 92   | + 6 s 95 |
| 9    | 17 | Joie Chitwood     | Kurtis Kraft | 210,433 km/h | 4 min 35 s 32   | + 7 s 35 |
| 10   | 3  | Bill Holland      | Deidt        | 209,990 km/h | 4 min 35 s 90   | + 7 s 93 |
| 11   | 59 | Pat Flaherty      | Kurtis Kraft | 208,584 km/h | 4 min 37 s 76   | + 9 s 79 |

| Pos. | no | Pilote       | Voiture      | Moyenne      | Temps (4 tours) | Écart    |
| 12   | 54 | Cecil Green  | Kurtis Kraft | 213,898 km/h | 4 min 30 s 86   |          |
| 13   | 18 | Duane Carter | Stevens      | 211,896 km/h | 4 min 33 s 42   | + 2 s 56 |
| 14   | 21 | Spider Webb  | Maserati     | 208,809 km/h | 4 min 37 s 46   | + 6 s 60 |
| 15   | 81 | Jerry Hoyt   | Kurtis Kraft | 208,442 km/h | 4 min 37 s 95   | + 7 s 09 |

| Pos. | no | Pilote          | Voiture      | Moyenne      | Temps (4 tours) | Écart    |
| 16   | 2  | Myron Fohr      | Marchese     | 211,973 km/h | 4 min 33 s 32   |          |
| 17   | 24 | Bayliss Levrett | Adams        | 211,115 km/h | 4 min 34 s 43   | + 1 s 11 |
| 18   | 45 | Dick Rathmann   | Watson       | 210,708 km/h | 4 min 34 s 96   | + 1 s 66 |
| 19   | 7  | Paul Russo      | Nichels      | 210,486 km/h | 4 min 35 s 25   | + 1 s 93 |
| 20   | 4  | Walt Brown      | Kurtis Kraft | 209,945 km/h | 4 min 35 s 96   | + 2 s 64 |
| 21   | 12 | Henry Banks     | Maserati     | 208,645 km/h | 4 min 37 s 68   | + 4 s 36 |

| Pos. | no | Pilote         | Voiture              | Moyenne      | Temps (4 tours) | Écart    |
| 22   | 67 | Bill Schindler | Snowberger           | 213,544 km/h | 4 min 31 s 31   |          |
| 23   | 8  | Lee Wallard    | Moore                | 213,135 km/h | 4 min 31 s 83   | + 0 s 52 |
| 24   | 55 | Troy Ruttman   | Lesovsky             | 212,292 km/h | 4 min 32 s 91   | + 1 s 60 |
| 25   | 23 | Sam Hanks      | Kurtis Kraft         | 211,778 km/h | 4 min 33 s 57   | + 2 s 26 |
| 26   | 15 | Mack Hellings  | Kurtis Kraft         | 210,433 km/h | 4 min 35 s 32   | + 4 s 01 |
| 27   | 22 | Jimmy Davies   | Ewing                | 209,862 km/h | 4 min 36 s 07   | + 4 s 76 |
| 28   | 76 | Jim Rathmann   | Wetteroth            | 209,149 km/h | 4 min 37 s 01   | + 5 s 70 |
| 29   | 27 | Walt Ader      | Rae                  | 209,118 km/h | 4 min 37 s 05   | + 5 s 74 |
| 30   | 77 | Jackie Holmes  | Olson                | 208,727 km/h | 4 min 37 s 57   | + 6 s 26 |
| 31   | 75 | Gene Hartley   | Langley              | 207,948 km/h | 4 min 38 s 61   | + 7 s 30 |
| 32   | 61 | Jimmy Jackson  | Kurtis Kraft-Cummins | 207,940 km/h | 4 min 38 s 62   | + 7 s 31 |

| Pos. | no | Pilote          | Voiture      | Moyenne      | Temps (4 tours) | Écart |
| 33   | 62 | Johnny McDowell | Kurtis Kraft | 208,719 km/h | 4 min 37 s 58   |       |

## Grille de départ
| 1re ligne | Pos. 1                                      |  | Pos. 2                                    |  | Pos. 3                                    |
|           | Walt Faulkner Kurtis Kraft 216,204 km/h     |  | Fred Agabashian Kurtis Kraft 213,708 km/h |  | Mauri Rose Deidt 212,947 km/h             |
| 2e ligne  | Pos. 4                                      |  | Pos. 5                                    |  | Pos. 6                                    |
|           | George Connor Lesovsky 212,696 km/h         |  | Johnnie Parsons Kurtis Kraft 212,665 km/h |  | Jack McGrath Kurtis Kraft 212,221 km/h    |
| 3e ligne  | Pos. 7                                      |  | Pos. 8                                    |  | Pos. 9                                    |
|           | Duke Dinsmore Kurtis Kraft 210,930 km/h     |  | Tony Bettenhausen Deidt 210,739 km/h      |  | Joie Chitwood Kurtis Kraft 210,433 km/h   |
| 4e ligne  | Pos. 10                                     |  | Pos. 11                                   |  | Pos. 12                                   |
|           | Bill Holland Deidt 209,990 km/h             |  | Pat Flaherty Kurtis Kraft 208,584 km/h    |  | Cecil Green Kurtis Kraft 213,898 km/h     |
| 5e ligne  | Pos. 13                                     |  | Pos. 14                                   |  | Pos. 15                                   |
|           | Duane Carter Stevens 211,896 km/h           |  | Spider Webb Maserati 208,809 km/h         |  | Jerry Hoyt Kurtis Kraft 208,442 km/h      |
| 6e ligne  | Pos. 16                                     |  | Pos. 17                                   |  | Pos. 18                                   |
|           | Myron Fohr Marchese 211,973 km/h            |  | Bayliss Levrett Adams 211,115 km/h        |  | Dick Rathmann Watson 210,708 km/h         |
| 7e ligne  | Pos. 19                                     |  | Pos. 20                                   |  | Pos. 21                                   |
|           | Paul Russo Nichels 210,486 km/h             |  | Walt Brown Kurtis Kraft 209,945 km/h      |  | Henry Banks Maserati 208,645 km/h         |
| 8e ligne  | Pos. 22                                     |  | Pos. 23                                   |  | Pos. 24                                   |
|           | Bill Schindler (en) Snowberger 213,544 km/h |  | Lee Wallard Moore 213,135 km/h            |  | Troy Ruttman Lesovsky 212,292 km/h        |
| 9e ligne  | Pos. 25                                     |  | Pos. 26                                   |  | Pos. 27                                   |
|           | Sam Hanks Kurtis Kraft 211,778 km/h         |  | Mack Hellings Kurtis Kraft 210,433 km/h   |  | Jimmy Davies Ewing 209,862 km/h           |
| 10e ligne | Pos. 28                                     |  | Pos. 29                                   |  | Pos. 30                                   |
|           | Jim Rathmann Wetteroth 209,149 km/h         |  | Walt Ader Rae 209,118 km/h                |  | Jackie Holmes Olson 208,727 km/h          |
| 11e ligne | Pos. 31                                     |  | Pos. 32                                   |  | Pos. 33                                   |
|           | Gene Hartley Langley 207,948 km/h           |  | Jimmy Jackson Kurtis Kraft 207,940 km/h   |  | Johnny McDowell Kurtis Kraft 208,719 km/h |

## Déroulement de la course
Le départ (lancé) est donné à 11 heures sous un ciel menaçant. Walt Faulkner part en tête mais Mauri Rose le dépasse avant la fin du premier tour. Deux tours plus tard, Fred Agabashian et Johnnie Parsons ont également dépassé Faulkner. Parsons redouble son coéquipier Agabashian, puis s'empare de la tête au dixième tour. Il va dès lors imposer un train très rapide. En seconde position, Rose est légèrement distancé; au vingtième tour, l'écart s'élève à huit secondes, mais Rose commence alors à grignoter son retard, et parvient à reprendre la tête au trente-troisième tour. Parsons réagit aussitôt, et reprend son bien au tour suivant. Dès lors, il n'est plus inquiété jusqu'à son ravitaillement, qu'il effectue au cent-cinquième tour. Rose a repris brièvement la tête, mais ravitaille quatre tours plus tard. Un début d'incendie se produit, rapidement maîtrisé, mais le double vainqueur 1947/1948 a perdu quelques places lorsqu'il parvient à repartir. En tête, Bill Holland est rapidement rattrapé puis dépassé par Parsons, tandis que Rose remonte rapidement à la troisième place. Les positions des trois premiers n'évolueront plus, la course étant arrêtée au cent trente-huitième tour lorsque la pluie fait son apparition. Second l'année précédente, Johnnie Parsons remporte une belle victoire, malgré une fissure dans le bloc moteur décelée peu avant le départ.

### Classements intermédiaires
Classements intermédiaires des monoplaces aux premier, troisième, dixième, vingtième, trentième, quarantième, soixantième, quatre-vingtième, cent-dixième et cent-vingtième tours.

### Classement final

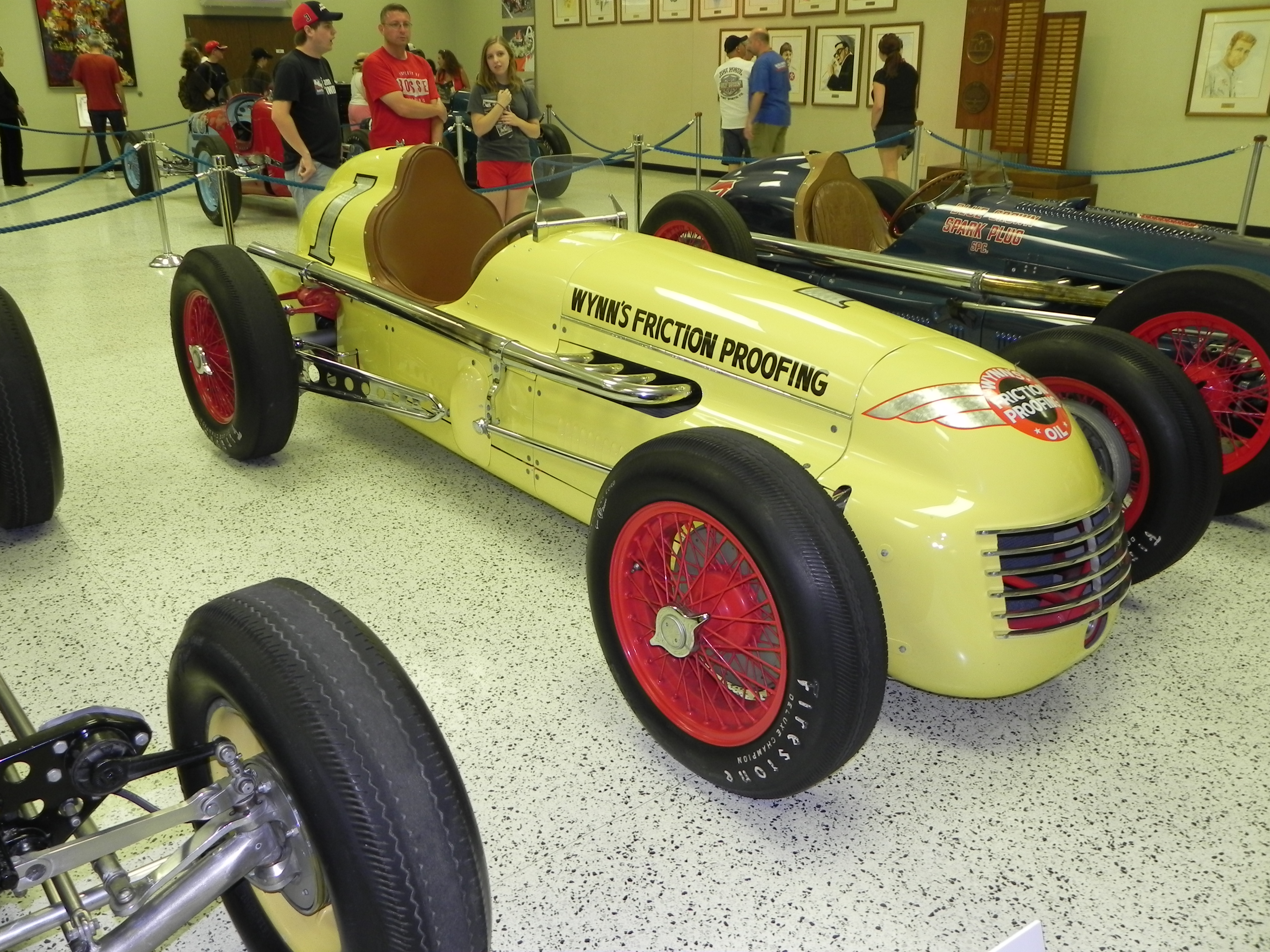
La Kurtis Kraft-Offenhauser de Johnnie Parsons, victorieuse de l'édition 1950 des 500 miles d'Indianapolis.

| Pos. | No | Pilote                          | Voiture                  | Tours | Temps/Abandon      | Points |
| 1    | 1  | Johnnie Parsons                 | Kurtis Kraft-Offenhauser | 138   | 3 h 36 min 11 s 36 | 9      |
| 2    | 3  | Bill Holland                    | Deidt-Offenhauser        | 137   | + 1 tour           | 6      |
| 3    | 31 | Mauri Rose                      | Deidt-Offenhauser        | 137   | + 1 tour           | 4      |
| 4    | 54 | Cecil Green                     | Kurtis Kraft-Offenhauser | 137   | + 1 tour           | 3      |
| 5    | 17 | Joie Chitwood Tony Bettenhausen | Kurtis Kraft-Offenhauser | 136   | + 2 tours          | 1      |
| 6    | 8  | Lee Wallard                     | Moore-Offenhauser        | 136   | + 2 tours          |        |
| 7    | 98 | Walt Faulkner                   | Kurtis Kraft-Offenhauser | 135   | + 3 tours          |        |
| 8    | 5  | George Connor                   | Lesovsky-Offenhauser     | 135   | + 3 tours          |        |
| 9    | 7  | Paul Russo                      | Nichels-Offenhauser      | 135   | + 3 tours          |        |
| 10   | 59 | Pat Flaherty                    | Kurtis Kraft-Offenhauser | 135   | + 3 tours          |        |
| 11   | 2  | Myron Fohr                      | Marchese-Offenhauser     | 133   | + 5 tours          |        |
| 12   | 18 | Duane Carter                    | Stevens-Offenhauser      | 133   | + 5 tours          |        |
| 13   | 15 | Mack Hellings                   | Kurtis Kraft-Offenhauser | 132   | + 6 tours          |        |
| 14   | 49 | Jack McGrath                    | Kurtis Kraft-Offenhauser | 131   | Accident           |        |
| 15   | 55 | Troy Ruttman                    | Lesovsky-Offenhauser     | 130   | + 8 tours          |        |
| 16   | 75 | Gene Hartley                    | Langley-Offenhauser      | 128   | + 10 tours         |        |
| 17   | 22 | Jimmy Davies                    | Ewing-Offenhauser        | 128   | + 10 tours         |        |
| 18   | 62 | Johnny McDowell                 | Kurtis Kraft-Offenhauser | 128   | + 10 tours         |        |
| 19   | 4  | Walt Brown                      | Kurtis Kraft-Offenhauser | 127   | + 11 tours         |        |
| 20   | 21 | Spider Webb                     | Maserati-Offenhauser     | 126   | + 12 tours         |        |
| 21   | 81 | Jerry Hoyt                      | Kurtis Kraft-Offenhauser | 125   | + 13 tours         |        |
| 22   | 27 | Walt Ader                       | Rae-Offenhauser          | 123   | + 15 tours         |        |
| 23   | 77 | Jackie Holmes                   | Olson-Offenhauser        | 123   | Accident           |        |
| 24   | 76 | Jim Rathmann                    | Wetteroth-Offenhauser    | 122   | + 16 tours         |        |
| 25   | 12 | Henry Banks Fred Agabashian     | Maserati-Offenhauser     | 112   | Fuite d'huile      |        |
| 26   | 67 | Bill Schindler (en)             | Snowberger-Offenhauser   | 111   | Transmission       |        |
| 27   | 24 | Bayliss Levrett Bill Cantrell   | Adams-Offenhauser        | 108   | Pression d'huile   |        |
| 28   | 28 | Fred Agabashian                 | Kurtis Kraft-Offenhauser | 64    | Fuite d'huile      |        |
| 29   | 61 | Jimmy Jackson                   | Kurtis Kraft-Cummins     | 52    | Compresseur        |        |
| 30   | 23 | Sam Hanks                       | Kurtis Kraft-Offenhauser | 42    | Pression d'huile   |        |
| 31   | 14 | Tony Bettenhausen               | Deidt-Offenhauser        | 30    | Roulement de roue  |        |
| 32   | 45 | Dick Rathmann                   | Watson-Offenhauser       | 25    | Mécanique          |        |
| 33   | 49 | Duke Dinsmore                   | Kurtis Kraft-Offenhauser | 10    | Fuite d'huile      |        |

### Pole position et record du tour
- Pole position :  Walt Faulkner en 1 min 06 s 992 lors de la première séance de qualification (quatre tours en 4 min 27 s 97 - vitesse moyenne : 216,187 km/h).
- Meilleur tour en course :  Johnnie Parsons en 1 min 09 s 77 (vitesse moyenne : 207,579 km/h).

### Tours en tête
- Mauri Rose : 15 tours (1-9 / 33 / 105-109)
- Johnnie Parsons : 115 tours (10-32 / 34-104 / 118-138)
- Bill Holland : 8 tours (110-117)

## Classement général à l'issue de la course
| Pos. | Pilote                | Écurie       | Points | GBR | MON | 500 | SUI | BEL | FRA | ITA |
| 1    | Giuseppe Farina       | Alfa Romeo   | 9      | 9*  | -   | -   |     |     |     |     |
|      | Juan Manuel Fangio    | Alfa Romeo   | 9      | -   | 9*  | -   |     |     |     |     |
|      | Johnnie Parsons       | Kurtis Kraft | 9      | -   | -   | 9*  |     |     |     |     |
| 4    | Luigi Fagioli         | Alfa Romeo   | 6      | 6   | -   | -   |     |     |     |     |
|      | Alberto Ascari        | Ferrari      | 6      | -   | 6   | -   |     |     |     |     |
|      | Bill Holland          | Deidt        | 6      | -   | -   | 6   |     |     |     |     |
| 7    | Reg Parnell           | Alfa Romeo   | 4      | 4   | -   | -   |     |     |     |     |
|      | Louis Chiron          | Maserati     | 4      | -   | 4   | -   |     |     |     |     |
|      | Mauri Rose            | Deidt        | 4      | -   | -   | 4   |     |     |     |     |
| 10   | Yves Giraud-Cabantous | Talbot-Lago  | 3      | 3   | -   | -   |     |     |     |     |
|      | Raymond Sommer        | Ferrari      | 3      | -   | 3   | -   |     |     |     |     |
|      | Cecil Green           | Kurtis Kraft | 3      | -   | -   | 3   |     |     |     |     |
| 13   | Louis Rosier          | Talbot-Lago  | 2      | 2   | -   | -   |     |     |     |     |
|      | Prince Bira           | Maserati     | 2      | -   | 2   | -   |     |     |     |     |
| 15   | Joie Chitwood         | Kurtis Kraft | 1      | -   | -   | 1   |     |     |     |     |
|      | Tony Bettenhausen     | Kurtis Kraft | 1      | -   | -   | 1   |     |     |     |     |

- attribution des points : 8, 6, 4, 3, 2 respectivement aux cinq premiers de chaque épreuve et 1 point supplémentaire pour le pilote ayant accompli le meilleur tour en course (signalé par un astérisque)
- Le règlement permet aux pilotes de se relayer sur une même voiture, les points éventuellement acquis étant alors partagés. Joie Chitwood et Tony Bettenhausen marquent chacun un point pour leur cinquième place à Indianapolis.

## À noter
- 1re victoire pour Johnnie Parsons dans le cadre du championnat du monde.
- 1re victoire pour Kurtis Kraft en tant que constructeur dans le cadre du championnat du monde.
- 1re victoire pour Offenhauser en tant que motoriste dans le cadre du championnat du monde.
- La course a été stoppée après 138 des 200 tours prévus en raison de la pluie.
- Tony Bettenhausen, après avoir été contraint à l'abandon, a repris la course sur la voiture de Joie Chitwood. Dans le cadre du championnat du monde, ils se partagent les 2 points de la cinquième place.
- Plusieurs séquences de cette édition apparaissent dans le film Pour plaire à sa belle avec Clark Gable[7].

## Sources
- (en) Résultats complets sur le site officiel de l'Indy 500